# Chrysotus callichromus
Chrysotus callichromus är en tvåvingeart som beskrevs av Robinson 1975. Chrysotus callichromus ingår i släktet Chrysotus och familjen styltflugor.
Artens utbredningsområde är Dominica. Inga underarter finns listade i Catalogue of Life.